# Костшин (Великопольское воеводство)
Костшин (пол. Kostrzyn, нем. Kostschin) — город в Польше, входит в Великопольское воеводство, Познанский повят. 
Город входит в состав городско-сельской гмины Костшин и исполняет функцию её административного центра. 
Занимает площадь 8,03 км². 
Население 9341 человек (на 2011 год).